# ONE PIECE エピソードオブサボ 〜3兄弟の絆 奇跡の再会と受け継がれる意志〜
『ONE PIECE エピソードオブサボ 〜3兄弟の絆 奇跡の再会と受け継がれる意志〜』（ワンピース エピソードオブサボ さんきょうだいのきずな きせきのさいかいとうけつがれるいし）は、2015年8月22日に『土曜プレミアム』枠で放送された、テレビアニメ『ONE PIECE』のスペシャル番組。

## 概要
2014年放送の『ONE PIECE “3D2Y” エースの死を越えて! ルフィ仲間との誓い』に続く、『土曜プレミアム』枠のテレビスペシャル第5弾。主人公ルフィと、死亡したとされていたもうひとりの兄・サボとの再会を主軸にした作品。ストーリーは、ルフィ・エース・サボの回想シーンと、ドレスローザ編の序盤からサボが「メラメラの実」を入手するまでを、追加シーンを加えた上でダイジェストしたものになっている。
コラボ企画として2015年7月18日から8月31日の期間、ダイバーシティ東京プラザで展示イベント「3兄弟の絆展」が開催された。
本番組放送終了後、2016年夏に劇場版第13作目が公開されることが発表された。
日本テレビ系『24時間テレビ 「愛は地球を救う」』の裏番組として土曜プレミアムで『ONE PIECE』が放送されるのは、2011年の『映画 エピソードオブアラバスタ』以来、5年連続となった。
2015年11月27日にBlu-ray DiscとDVDが発売された。

## あらすじ
「新世界」へ進出した麦わらの一味は、パンクハザード島で再会したトラファルガー・ローと同盟を結び、四皇カイドウとつながるドフラミンゴが治めるドレスローザに潜入する。しかし、そこで亡き兄エースの“メラメラの実”がコロシアムの賞品として出されることを知ったルフィは、ルーシーという名で大会に出場する。一方、革命軍の一員として活動するルフィのもうひとりの兄サボも仲間と共にドレスローザに潜入していた。

## キャスト
麦わらの一味
- モンキー・D・ルフィ - 田中真弓
- ロロノア・ゾロ - 中井和哉
- ナミ - 岡村明美
- ウソップ - 山口勝平
- サンジ - 平田広明
- トニートニー・チョッパー - 大谷育江
- ニコ・ロビン - 山口由里子
- フランキー - 矢尾一樹

革命軍
- サボ - 古谷徹、竹内順子（幼少期）
- コアラ - ゆきのさつき
- ハック - 廣田行生
- モンキー・D・ドラゴン[4] - 柴田秀勝
- エンポリオ・イワンコフ[4] - 岩田光央

ドレスローザ、コリーダコロシアム
- 雷兵 / キュロス - 小山力也
- レベッカ - 林原めぐみ
- ヴァイオレット - 園崎未恵
- バルトロメオ - 森久保祥太郎
- キャベンディッシュ - 石田彰
- ジーザス・バージェス - 稲田徹
- エリザベロー - 長克巳
- チンジャオ - 青森伸
- サイ - 橋本晃一
- ブー - 高塚正也
- ハイルディン - 小山剛志
- イデオ - 相沢まさき
- ジャン - 間宮康弘
- ウーシー - 服巻浩司
- ギャッツ - 武虎
- レオ - 間宮くるみ
- カブ - 菊池正美
- コットン - 斉藤佑圭
- インヘル - 中尾良平
- ミロ - 増谷康紀

ドンキホーテファミリー
- ドンキホーテ・ドフラミンゴ - 田中秀幸
- トレーボル - 松野太紀
- ディアマンテ - 梅津秀行
- シュガー - 釘宮理恵
- グラディウス - 千葉一伸

海軍本部
- センゴク[4] - 大川透
- モンキー・D・ガープ[4] - 中博史
- 赤犬[4] - 立木文彦
- 青雉[4] - 子安武人
- 藤虎 - 沢木郁也

その他
- トラファルガー・ロー - 神谷浩史
- シーザー・クラウン - 中尾隆聖
- 錦えもん - 堀内賢雄
- ジンベエ[4] - 宝亀克寿
- ブラメンコ[4] - 平井啓二
- ダダン[4] - 上村典子
- ブルージャム[4] - 石住昭彦
- ポルシェーミ[4] - 菅原正志
- ジャルマック聖[4] - 増谷康紀
- ステリー[4] - 坂本千夏
- サボ父[4] - チョー
- サボ母[4] - 進藤尚美
- 白ひげ[4] - 有本欽隆
- ポートガス・D・エース[4] - 古川登志夫、阪口大助（幼少期）
- ナレーション - 大場真人
- 役名なし - 織田優成、松原大典、宮崎寛務、半田裕典、川上晃二、蟹江俊介、森瀬惇平、下地紫野、大和田仁美、森下由樹子、一木千洋、祖山桃子、和多田美咲

## スタッフ
- 原作 - 尾田栄一郎
- 企画 - 狩野雄太、出樋昌稔、櫻田博之、小山弘起
- 脚本 - 上坂浩彦
- 音楽 - 田中公平、浜口史郎
- 製作担当 - 大町義則
- 編集 - 牧信公
- 録音 - 渡辺絵里奈
- 効果 - 新井秀徳
- 選曲 - 神保直史
- 撮影監督 - 石塚知義
- 色彩設計 - 深見泰治、竹澤聡
- 美術監督 - 渡辺佳人
- キャラクターデザイン・総作画監督 - 市川慶一
- 監督 - 古賀豪
- 絵コンテ - 古賀豪、小牧文
- 作画監督 - 中條久美、楡木哲郎、大西亮、窪秀巳
- 作画監督補佐 - 安斉佳恵、那須野文、福本泰子
- 動画検査 - 生水勇気
- デジタル特殊効果 - 太田直、勝岡稔夫、牛山裕美
- 美術設定協力 - 吉池隆司
- デジタルアーティスト - 川崎健太郎
- 編集助手 - 向井咲子
- 録音助手 - 藤村聡
- 記録 - 樋口裕子
- 演技事務 - 角康昭
- 演出 - 広嶋秀樹、佐藤宏幸、小山保徳
- 設定制作・演出助手 - 栗原ひとみ
- 製作進行 - 内藤拓也、赤堀哲嗣、伊藤大記
- 動画仕上進行 - 黒田進、黒木耕次郎
- 美術進行 - 澤田真央起
- 音楽協力 - 関根瑛一、金野沙矢香、小西岳夫
- 録音スタジオ - タバック
- オンライン編集 - 東映デジタルラボ
- 広報 - 山本麻未子
- 広告宣伝 - 熊谷知子
- 制作協力 - 東映
- 制作 - 東映アニメーション、フジテレビ

## 主題歌
主題歌「リベレーター」
作詞・作曲 - 児玉一真 / 編曲・歌 - Goodbye holiday